# Picture Perfect
『Picture Perfect』（ピクチャー・パーフェクト）は日本のポップ・ロックバンド、MONKEY MAJIKが「Monkey Majik+m-flo」名義でリリースした4thシングル。

## 概要
- 3ヶ月連続でコラボレーションシングルリリースの第1弾。第1弾のコラボレーション・アーティストはm-flo。
- MONKEY MAJIK側が「他のアーティストとのコラボレーションをやりたい」と思っていた矢先、m-flo側から「loves」へのオファーが届き、これをきっかけにコラボレーション企画が動きだした。
- 表題曲は、後にm-floのアルバム『COSMICOLOR』には「Picture Perfect Love」としてリミックスされたものが収録されている。
- カップリング曲「Pretty People」は、MONKEY MAJIKの7枚目のシングル「MONKEY MAJIK×MONKEY MAGIC」にはサビのみ日本語にしたバージョンを収録されている。
- コラボシングル3部作の中で、唯一のノンタイアップシングル。

## 収録曲
（全作詞・作曲：Maynard、Blaise）
1. Picture Perfect／Monkey Majik+m-flo
  - 作詞：tax、VERBAL
2. Pretty People
3. Red Dress